# Verloren film

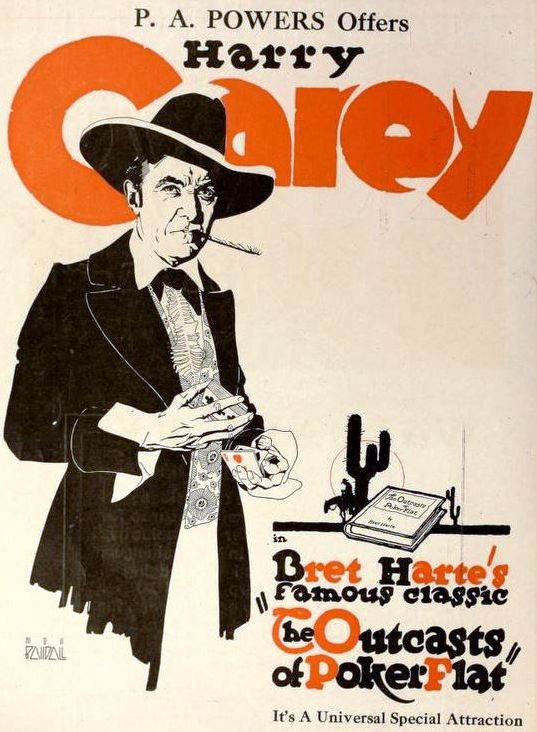
Advertentie voor The Outcasts of Poker Flat (1919), een verloren film

Een verloren film is een film waar geen exemplaren meer van in omloop zijn, en ook geen exemplaren meer van bestaan in een openbaar archief, filmarchief of privécollectie.
De meeste verloren films stammen uit het tijdperk van de stomme films en de eerste geluidsfilms, van 1894 tot 1930. Volgens Martin Scorsese's Film Foundation is 90% van alle Amerikaanse films gemaakt vóór 1929 verloren gegaan. Van grote speelfilms bestaan doorgaans nog wel foto’s van individuele scènes.
De term 'verloren film' wordt soms ook gebruikt voor films waarvan nog wel een of meer exemplaren bestaan in filmarchieven, maar die niet langer beschikbaar zijn voor het publiek of zelfs helemaal nooit in de handel zijn geweest.

## Oorzaken
Veel films uit de beginjaren van de filmindustrie waren opgenomen met filmmateriaal gemaakt van nitrocellulose. Dit materiaal is zeer licht ontvlambaar. Mede hierdoor zijn bij branden in filmstudio’s en archieven veel films uit deze periode vernietigd. Zo vernietigde een grote brand in 1937 de originele exemplaren van alle films van Fox Pictures van voor 1935. Eenzelfde situatie deed zich voor bij MGM in 1965. Bovendien waren nitrocellulose-films chemisch onstabiel, waardoor ze bij blootstelling aan verkeerde temperaturen en luchtvochtigheid snel konden vergaan. Veel oude films zijn echter ook opzettelijk vernietigd om ruimte en kosten van opslag te besparen. Vooral van stomme films werd vaak aangenomen dat ze weinig tot geen commerciële waarde meer hadden toen begin jaren 30 de geluidsfilm op alle fronten de stomme film verdrong, maar ook sommige geluidsfilms hadden in de ogen van veel filmstudio’s geen toekomst meer na de oorspronkelijke bioscoopuitgave. Vanwege deze opzettelijke vernietiging is veel werk van beginnende acteurs en filmproducenten verloren gegaan. Een bekend voorbeeld is Theda Bara, een van de bekendste actrices uit het tijdperk van de stomme film. Van de bijna 40 films waarin ze gespeeld heeft, bestaan er vandaag de dag nog maar 3,5. Van haar rivale, Valeska Suratt, is geen enkele film bewaard gebleven.
Films hoefden niet altijd geheel verloren te gaan door een van bovengenoemde redenen. Omdat speelfilms voor 1940 bijna altijd werden opgenomen op meerdere losse filmrollen, kon het ook voorkomen dat slechts 1 rol verloren ging maar de rest van de film, zij het nu incompleet, bewaard bleef.

## Gebruik van celluloseacetaat
In 1949 deed de film op basis van celluloseacetaat zijn intrede, welke een stuk sterker en robuuster was dan de oude nitrocellulosefilm. Tevens begonnen vanaf de jaren 50 filmstudio’s hun films nauwkeuriger te bewaren, omdat films, nadat ze uit de bioscoop waren verdwenen, nog geld konden opleveren via vertoning op televisie of verkoop op video. Vanaf de jaren 50 zijn er daarom nog maar relatief weinig films definitief verloren gegaan. Alleen enkele B-films en oudere pornofilms zijn verloren gegaan, evenals een reeks voorlichtingsfilms die doorgaans werden gezien als wegwerpproducten.

## Herontdekte film
Het gebeurt soms dat er bij toeval toch nog een exemplaar van een verloren gewaande film wordt teruggevonden. In zo'n geval wordt gesproken van een herontdekte film.